# Brigata di cavalleria "Pozzuolo del Friuli"
La Brigata di cavalleria "Pozzuolo del Friuli" è una Grande Unità dell'Esercito Italiano. Ha il suo comando a Gorizia presso la caserma Federico Guella. Nel 2013, con la riconfigurazione delle Forze Armate e a seguito dello scioglimento del Comando 1° FOD, è passata alle dipendenze della divisione Friuli (ridenominata Divisione "Vittorio Veneto" nel 2019). La Brigata è inserita nelle forze che l'Italia mette a disposizione del "Corpo di Reazione Rapida" della NATO.

## Storia

### Le origini
La Brigata di cavalleria Pozzuolo del Friuli trae le sue origini dalla II Brigata di cavalleria costituita il 7 marzo 1835 su 3 reggimenti: “Piemonte Reale Cavalleria”, “Genova Cavalleria” e “Aosta Cavalleria”.
Durante la prima guerra di indipendenza (1848-1849) la brigata è articolata su due reggimenti, “Savoia Cavalleria” e “Genova Cavalleria”, che operano a Pastrengo, Santa Lucia, Volta Mantovana, Mortara, Sforzesca e Novara, conducendo numerose cariche contro la cavalleria austriaca.
Durante la seconda guerra di indipendenza (1859), inquadrata nella Divisione di Cavalleria, partecipa al movimento offensivo verso la Sesia, nonché agli aspri combattimenti di Palestro e Vinzaglio.
Nel 1866 (terza guerra di indipendenza) opera con i reggimenti “Nizza” e “Piemonte Reale”.

### Nella prima guerra mondiale (1915-1918)
La II brigata di cavalleria, costituita sui reggimenti “Genova” e “Novara”, inquadrata nella I divisione di cavalleria “Friuli”, effettua il 24 maggio il primo balzo offensivo oltre frontiera fino ai ponti sull'Isonzo di Pieris, frazione di San Canzian d'Isonzo. Nel maggio 1916, appiedata, partecipa alla logorante vita di trincea fino alla prima decade di gennaio dell'anno successivo.
Dal 14 al 16 settembre i suoi reparti conquistano quota 144 (altura che domina il vallone di Doberdò), mantenendola contro i contrattacchi avversari. A metà dicembre viene riportata nelle retrovie e rimontata a cavallo. Nella battaglia di Caporetto del 1917 prende parte alla protezione del ripiegamento dall'Isonzo al Piave, distinguendosi in particolare maniera in occasione della battaglia di Pozzuolo del Friuli.

### La ricostituzione
Il 1º aprile 1957 si costituisce in Gradisca d'Isonzo il Comando Brigata di cavalleria, che il 1º gennaio 1959 assume la denominazione di Pozzuolo del Friuli, prendendo il nome dell'omonima divisione corazzata sciolta il 31 dicembre 1958. L'unità viene inquadrata nel V Corpo d'armata, ed inquadra il 2º Reggimento Piemonte Cavalleria, il 4º Reggimento Genova Cavalleria, il 5º Reggimento Lancieri di Novara e l’8º Reggimento Artiglieria Semovente Pasubio. L'11 ottobre 1964 il Comando Brigata si trasferisce in Gorizia, il 1º ottobre 1975 assume la denominazione di Brigata corazzata Pozzuolo del Friuli, inquadrata nella Divisione meccanizzata "Mantova", con sede in Palmanova e comprende Comando, Reparto Comando e Trasmissioni, 4º Gruppo Squadroni Meccanizzato “Genova Cavalleria”, 5º Gruppo Squadroni Carri “Lancieri di Novara”, 28º Gruppo Squadroni Carri “Cavalleggeri di Treviso”, Battaglione Logistico, Squadrone Controcarri, Compagnia Genio Pionieri. Nel 1975 viene inserito nell'organico della brigata a supporto dei gruppi corazzati il 120º Gruppo Artiglieria Semovente "PO" con sede in Palmanova (caserma Durli), dotato di semoventi M-109.
La Brigata darà vita nello stesso anno ad una unità gemella con il nome di Brigata corazzata “Vittorio Veneto” che inquadra il 2º Gruppo Squadroni Meccanizzato “Piemonte Cavalleria”, il 6º Gruppo Squadroni Carri “Lancieri di Aosta” e il 9º Gruppo Squadroni Carri “Lancieri di Firenze” oltre all’8º Gruppo Artiglieria Semovente “Pasubio”, battaglione logistico, reparto comando e reparti minori. Dislocata a Trieste, la Brigata “Vittorio Veneto” è inserita nella Divisione meccanizzata “Folgore”, diventata autonoma nel 1986, viene soppressa il 31 luglio 1991.
Nel 1976 la Brigata Pozzuolo del Friuli interviene con i reparti dipendenti per portare i primi soccorsi alla popolazione gravemente colpita dal terremoto del Friuli.
Dal 1º ottobre 1986, con l'abolizione del modello divisionale e lo scioglimento della Divisione Mantova, torna alle dirette dipendenze del comando del 5º Corpo d'Armata poi trasformatosi in 1° FOD rimanendo nella storica sede di Vittorio Veneto.

### Il riordinamento e la storia recente
Il 1º giugno 1991, a seguito dei provvedimenti ordinativi dell'Esercito Italiano, la Brigata ha ripreso il nome di Brigata di cavalleria “Pozzuolo del Friuli” ed è stata ordinata nominativamente come nel 1957, accogliendo nuovamente nei suoi ranghi il 2º Reggimento Piemonte Cavalleria, e l'8º Reggimento artiglieria terrestre "Pasubio".
Nell'ottobre-dicembre 1992 e nel luglio-settembre 1993, venne impiegata in Sicilia nell'ambito dell'operazione Vespri Siciliani.
Nel 1994, fornisce uno squadrone blindo, tratto dal reggimento Lancieri di Novara, per l'operazione internazionale Restore Hope in Somalia.
Il 31 ottobre 1996, il comando della Brigata si trasferisce in Gorizia presso la caserma Federico Guella.
Negli ultimi anni la Brigata, oltre a svolgere operazioni di sicurezza e controllo del territorio in ambito nazionale (operazione Santa Barbara, Domino e Strade Sicure), è stata impegnata in numerose attività addestrative e operativo all'estero, precisamente nel 1999 in Ungheria ed in Egitto, e nel 2000 in Polonia. Dal 1º dicembre 2000 annovera nei suoi ranghi il reggimento Lagunari “Serenissima” con sede a Venezia ed il 3º reggimento Genio Guastatori con sede a Udine
Nel 2013, a seguito dello scioglimento del 1º Comando delle forze di difesa, passa alle dipendenze della Divisione "Friuli" di Firenze.
Dal 30 dicembre 2013 il reggimento "Lancieri di Novara" (5°) di stanza a Codroipo passa alle dipendenze della Brigata "Ariete" (PN).
Dal 1° di ottobre 2014 il reggimento "Piemonte Cavalleria" (2°) di stanza a Villa Opicina (TS) passa alle dipendenze della Brigata alpina "Julia" (UD).
Dal 1º luglio 2015 la Brigata "Pozzuolo", acquisisce il reggimento logistico "Pozzuolo del Friuli" di Remanzacco (ex 8º rgt. RETRA).

## Missioni

### Operazioni in patria
- La brigata ha operato più volte in Italia in interventi dopo calamità naturali, soprattutto nel 1976 quando si è guadagnata una Medaglia d'argento al merito civile dopo il grave sisma del Friuli.
- Dal 1992 fino al 1998 partecipa all'Operazione "Vespri Siciliani" per mantenere l'ordine pubblico.

### Operazioni all'estero
- Nel 1994 partecipa alla missione IBIS in Somalia con uno squadrone del 5º Reggimento "Lancieri di Novara".
- È intervenuta anche in Albania agli ordini del Generale Antonino Cecconi (2001), Kosovo (KFOR) e Bosnia (SFOR) dal 1999 al 2004.
- Nel periodo da maggio a settembre 2004 in Iraq, la Brigata ha partecipato all'operazione Antica Babilonia costituendo la Combined Joint Task Force Iraq (CJTF), unità interforze e multinazionale agli ordini del Gen. Corrado Dalzini. La Brigata, per questa operazione, ha potuto contare su diverse task force costituite da unità delle quattro forze armate italiane e di forze messe a disposizione dalla coalizione internazionale.
- È stata impiegata nel 2006-2007, agli ordini del Generale di Brigata Paolo Gerometta, in Libano nell'operazione "Leonte 1" con il Reggimento "Lancieri di Novara" (5°) ed il Reggimento lagunari "Serenissima". Dal 28 novembre 2008 al 23 aprile 2009, la Brigata di Cavalleria “Pozzuolo del Friuli” ha assunto per la seconda volta il comando del Sector West di UNIFIL, nell'ambito dell'operazione "Leonte 5", costituendo la JTF-L, agli ordini del generale di brigata Flaviano Godio, il Comando Sector west-hq unità multinazionale. Dal 9 novembre 2010 all'8 maggio 2011, per la terza volta, la Brigata è stata impegnata nell'Operazione "Leonte 9". Al comando dell'Operazione il Generale di brigata Guglielmo Luigi Miglietta. I Reggimenti "Genova" e "Novara", per la prima volta dopo il fatto d'arme di "Pozzuolo del Friuli" (1917) escono in operazione assieme.
- A maggio 2013, per la quarta volta, torna nel Sud del Libano per l'Operazione "Leonte 14". Alla guida della missione il Generale di brigata Vasco Angelotti.

## Mezzi

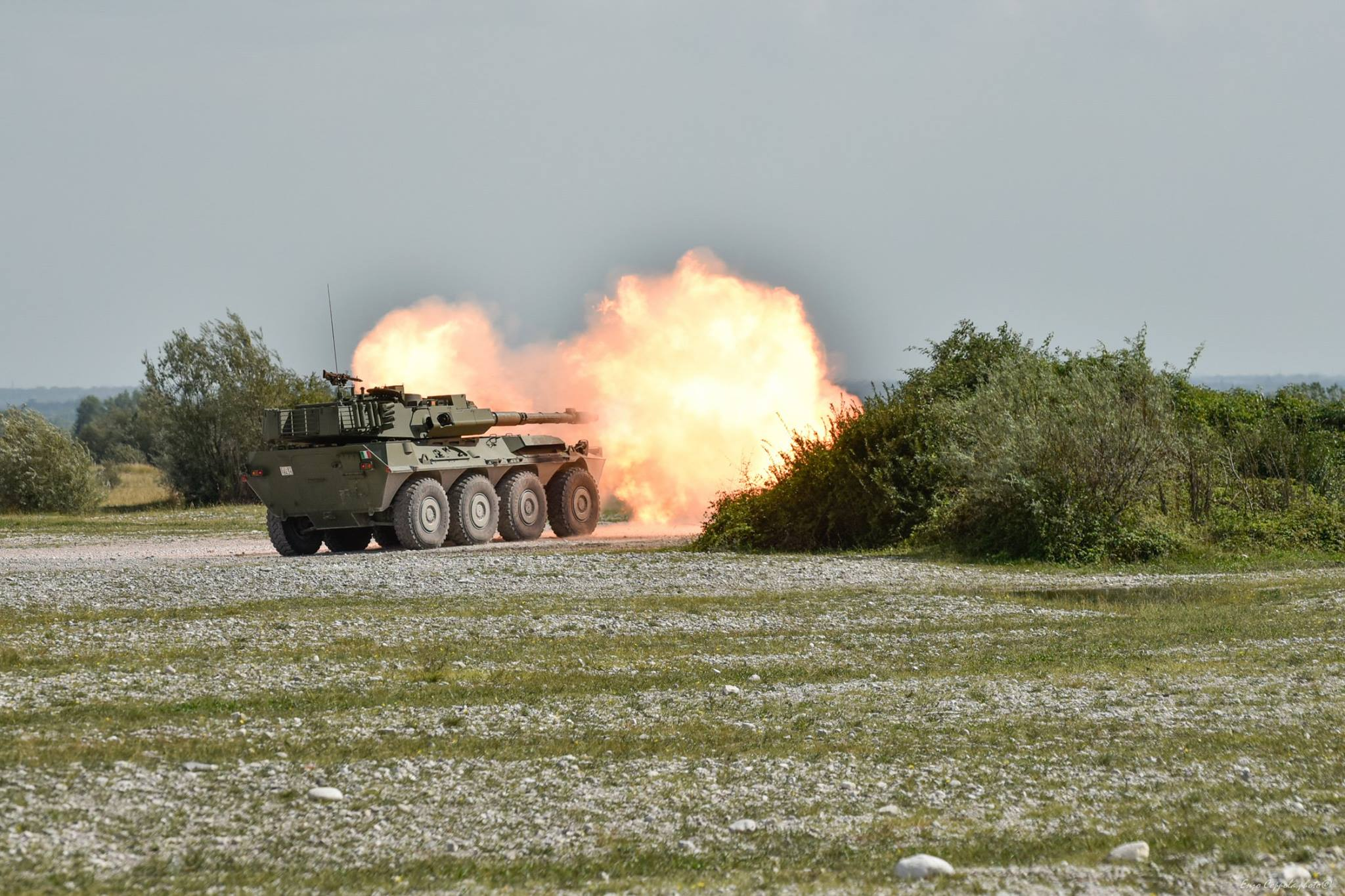
Blindo Centauro

Di seguito sono elencati i mezzi a disposizione della brigata:
- VTLM Lince
- VM 90 Torpedo
- VM 90 Protetto
- VM 90 Ambulanza
- Puma 4x4
- Puma 6x6
- Veicolo anfibio AAV-7A1 (Lagunari)
- Autoblindo 8x8 Centauro
- FH-70 obice trainato da 155 mm

## Struttura della Brigata
| Reparto                                                            | Sede       |
| ------------------------------------------------------------------ | ---------- |
| Reparto Comando e Supporti Tattici "Cavalleggeri di Treviso" (28°) | Gorizia    |
| Reggimento "Genova Cavalleria" (4º)                                | Palmanova  |
| Reggimento lagunari "Serenissima"                                  | Mestre     |
| Reggimento artiglieria a Cavallo                                   | Vercelli   |
| 3º Reggimento genio guastatori                                     | Udine      |
| Reggimento logistico "Pozzuolo del Friuli"                         | Remanzacco |

## I Comandanti
2ª Brigata di Cavalleria (1835-49)
- 1º Magg. Gen. Ignazio Castelnuovo di Torrazzo
- 2° Magg. Gen. Carlo Nicolis di Robilant
- 3° Magg. Gen. Angelo Bongiovanni di Castelborgo

2ª Brigata di Cavalleria (1859)
- 4° Magg. Gen. Carlo Bracorens di Savoiroux
- 5° Magg. Gen. Carlo Brunetta d'Usseaux

2ª Brigata Corazzieri (1859-60)
- 6° Magg. Gen. Carlo Brunetta d'Usseaux

2ª Brigata di Cavalleria (1860-63)
- 7° Magg. Gen. Solone Reccagni
- 8° Magg. Gen. Achille Angelini
- 9° Magg. Gen. Luigi Soman

2ª Brigata di Cavalleria (1866)
- 10° Magg. Gen. Ippolito Cusani Confalonieri
- 11° Magg. Gen. Amedeo di Savoia - Aosta

2ª Brigata di Cavalleria (1870-1926)
- 12° Magg. Gen. Alessandro Vandone
- 13° Magg. Gen. Corrado Cravetta di Villanonetta
- 14° Magg. Gen. Giovanni Incisa della Rocchetta
- 15° Magg. Gen. Corrado Cravetta di Villanonetta
- 16° Magg. Gen. Corrado Colli di Felizzano
- 17° Magg. Gen. Fiorenzo Bava Beccaris
- 18° Magg. Gen. Domenico Demorra
- 19° Magg. Gen. Giovanni Govone
- 20° Magg. Gen. Fabio Longhi
- 21° Magg. Gen. Eugenio Pautassi
- 22° Magg. Gen. Massimiliano Cesati di Vigadore
- 23° Magg. Gen. Giovanni Valfrè di Bonzo
- 24° Magg. Gen. Camillo Tommasi
- 25° Magg. Gen. Giuseppe Corradini
- 26° Magg. Gen. Ernesto Quercia
- 27° Magg. Gen. Agostino Oleo
- 28° Magg. Gen. Evaristo Mossolin
- 29° Magg. Gen. Giuseppe Del Re
- 30° Magg. Gen. Giovanni Vercellana
- 31° Magg. Gen. Giorgio Emo Capodilista
- 32° Gen.B. Francesco Bellotti

2º Comando Superiore di Cavalleria (1926-30)
- Gen.B. Francesco Bellotti
- Gen.B. Carlo Giubbilei

2ª Brigata di Cavalleria (1930-35)
- 33° Gen.B.Sebastiano Murari dalla Corte Bra
- 34° Gen.B. Gerolamo Majnoni d'Intignano

2ª Brigata Celere (1935)
- 35° Gen.B. Lorenzo Dalmazzo

Brigata Celere "Emanuele Filiberto Testa di Ferro (2ª) (1935-38)
- 36° Gen.B. Annibale Bergonzoli
- 37° Gen.B. Enrico Armando
- 38° Gen.B. Gervasio Bitossi

Brigata di Cavalleria (1957-59)
- 39° Gen.B. Mario Zanninovich
- 40° Gen.B. Michele Caforio

Brigata di Cavalleria "Pozzuolo del Friuli" (1959-75)
- 41° Gen.B. Mario Alessi
- 42° Gen.B. Nicola Tolomeo
- 43° Gen.B. Enrico Guidi
- 44° Gen.B. Enrico Reisoli Matthieu di Pian Villar
- 45° Gen.B. Luigi Frova
- 46° Gen.B. Franco Melotti
- 47° Gen.B. Luigi Mirelli di Teora
- 48° Gen.B. Ermolao Gabelli
- 49° Gen.B. Marco Bitossi
- 50° Gen.B. Vittorio Raganella
- 51° Gen.B. Antonio Castagna
- 52° Gen.B. Enrico Facciolla
- 53° Gen.B. Saverio Porcelli

Brigata Corazzata "Pozzuolo del Friuli" (1975-91)
- 53° Gen.B. Saverio Porcelli
- 54° Gen.B. Sandro Azais
- 55° Gen.B. Eugenio Arrighi
- 56° Gen.B. Pietro Giannattasio
- 57° Gen.B. Vittorio Stanca
- 58° Gen.B. Pasquale Notarnicola
- 59° Gen.B. Silvio di Napoli
- 60° Gen.B. Francesco Romeres
- 61° Gen.B. Giuseppe Orofino
- 62° Gen.B. Luigi P. Zema

Brigata di Cavalleria "Pozzuolo del Friuli" (1991)
- 62° Gen.B. Luigi P. Zema
- 63° Gen.B. Beniamino Sensi
- 64° Gen.B. Rutilio Rutili
- 65° Gen.B. Gian Carlo Gay
- 66° Gen.B. Giacomo Cancian
- 67° Gen.B. Francesco Paolo Spagnuolo
- 68° Brig.Gen. Franco Baldi
- 69° Brig.Gen. Antonio Cecconi
- 70° Magg.Gen. Vladimiro Alexitch
- 71° Gen.B. Corrado Dalzini
- 72° Gen.B. Paolo Gerometta
- 73° Gen.B. Flaviano Godio
- 74° Gen.B. Giovanni Fungo
- 75° Gen.B. Guglielmo Luigi Miglietta
- 76° Gen.B. Maurizio Boni
- 77° Gen.B. Vasco Angelotti
- 78° Gen.B. Domenico Pace
- 79° Gen.B. Ugo Cillo
- 80° Gen.B. Giovanni Parmiggiani
- 81° Gen.B. Filippo Gabriele
- 82° Gen.B. Massimiliano Stecca
- 83° Gen.B. Nicola Mandolesi

## Riconoscimenti
Cittadinanza onoraria del comune di Artegna (21 maggio 1977)
«… per la solidarietà e lo spirito di abnegazione con cui tutti gli uomini della Brigata hanno operato nel paese colpito dagli eventi sismici dell'anno 1976».
Cittadinanza onoraria del comune di Palmanova (2 settembre 1981)
«… in riconoscimento della viva ed operante partecipazione dei Reparti e dei singoli alla vita della comunità cittadina, all'affetto che ha sempre legato i soldati alla terra del Friuli dimostrato anche recentemente in occasione del tragico sisma, dell'attaccamento dell'antica fortezza provato dallo sforzo di restaurazione in atto…».
Cittadinanza onoraria del comune di Pozzuolo del Friuli (30 ottobre 1996)
“… considerati i vincoli di comunanze discendenti dai fatti d'Arma che il primo Conflitto Mondiale ebbero le nostre genti a fianco dei Cavalieri italiani nella difesa del suolo patrio, grata che tale testimonianza è perpetua da una grande unità unica nell'Arma di Cavalleria, a cui è stato dato il nome del nostro Comune…”.
Cittadinanza onoraria del comune di Gorizia (26 marzo 2007)
“… considerati il legame storico esistente tra la Brigata di Cavalleria “Pozzuolo del Friuli” e la nostra gente, l'opera di soccorso alla popolazione civile in occasione del disastroso sisma del 1976, le numerose operazioni in Italia e all'Estero in cui la Brigata è stata impegnata per ristabilire una situazione di pace e sicurezza, e per il rapporto di profonda amicizia e collaborazione tra la Brigata, le istituzioni cittadine e la popolazione di Gorizia
Sigillo d'oro della città di Palmanova (25 ottobre 1996)
“… quale riconoscimento per l'opera di fattiva collaborazione prestata con intelligenza ed acume in campo culturale, sportivo e sociale…”.
Sigillo d'oro della città di Gorizia (26 marzo 2007)
Encomio della regione Friuli Venezia Giulia (8 giugno 1993)
«… per l'impegno sociale dimostrato nella realizzazione equestre (ippoterapia) a favore dei ragazzi disabili della Regione e per il determinante supporto logistico svolto in collaborazione con l'amministrazione Regionale…».
Premio Moleca 1996 (7 ottobre 1996)
“… per aver contribuito alla crescita umana e sociale di Palmanova, favorendo un indissolubile contributo tra le Forze Armate e la popolazione civile...”.
18º Premio internazionale per la pace Principessa Mafalda di Savoia (11 maggio 2007)
“… per l'altissimo senso di nobili ideali e principi che hanno da sempre ispirato l'operato del cavalieri della “Pozzuolo del Friuli”, improntati alla dedizione alla Patria, alla salvaguardia della pace ed allo spirito di servizio verso i più bisognosi …”
Premio Santi Ilario e Taziano Città di Gorizia (2013)
"Brigata di Cavalleria Pozzuolo del Friuli"
per avere "portato", con professionalità e grande umanità, il nome di Gorizia nei luoghi ove si lavora alla ricostruzione, alla stabilità e al mantenimento della pace e per essere stati nella città presenza significativa e attiva nel tessuto sociale e portatrice dell'alto valore del rispetto per le istituzioni
Cittadinanza Onoraria della Città di SHAMA (Sud del LIBANO) 2013